# FREEДОМ
FREEДОМ (UATV) — російськомовний канал державного українського іномовлення, який орієнтується на російськомовну аудиторію за кордоном.
Мета каналу — оперативно інформувати іноземну аудиторію про події в Україні, доносити правду про війну Росії проти України, протидіяти наративам ворожої пропаганди у світовому медіапросторі.
З 2015 по 2020 рік канал UATV мовив на базі ДП ІА Укрінформу як українське державне мульти-мовне іномовлення, що вело мовлення 5-ма мовами: російською, українською, англійською, арабською та кримськотатарською мовами. З січня 2020 по березень 2021 року канал UATV фактично не діяв, хоча де-факто канал мовив, ре-транслюючи старий контент, який було створено у 2015—2020 роках. У березні 2021 року ДП «Мультимедійна платформа іномовлення України» (материнська компанія телеканалів Дім та UATV російською) перезапустило іномовлення як російськомовний телеканал державного іномовлення України під брендом UATV російською. Трансляція переформатованого каналу ведеться шляхом цілої низки методів розповсюдження: супутникове мовлення, кабельне мовлення та IPTV/OTT мовлення.
У 2021 році де-факто UATV був версією іншого державного телеканалу Дім, оскільки частина контенту UATV збігалась з контентом Дім/Дом (однак на телеканалі Дім/Дом є певні відмінності у програмі у порівнянні з UATV), згодом посилив інформаційну та публіцистичну складову.
10 березня 2022 року державне підприємство «Мультимедійна платформа іномовлення України» спільно з деякими українськими медіагрупами почало виробництво і трансляцію інформаційного марафону FREEДОМ російською мовою. Марафон FREEДОМ виходив в ефір під логотипом UATV. У серпні 2022 року UATV змінив логотип на FREEДОМ.

## Історія

### UATV (початковий запуск як іномовник п'ятьма мовами, 2015—2020)

#### Ґенеза виникнення іномовлення UATV в Україні

Ukraine Forever — мультимедійна платформа іномовлення України

Програма діяльності Кабінету Міністрів України, затверджена 11 грудня 2014 року, серед інших заходів «нової оборонної політики» називала запуск іномовлення до кінця 2015 року.
Стратегія сталого розвитку «Україна-2020», схвалена Президентом 12 січня 2015 року, передбачала програму популяризації України у світі та просування інтересів України у світовому інформаційному просторі.
Створення концепції окремого каналу іномовлення тривало принаймні з травня 2014 року, чим опікувалася заступник секретаря РНБО Вікторія Сюмар.
Міністр інформаційної політики України Юрій Стець проанонсував створення мовника Ukraine Tomorrow у лютому 2015 року. Він заявив, що канал «зможуть дивитися у багатьох країнах Європи і світу», а у фінансуванні готові допомогти посол США та низка фондів і бізнес-структур.
Проєкт закону «Про систему іномовлення України», що створював правові основи діяльності державного підприємства — іномовника, був унесений до парламенту Кабміном 13 липня 2015 року.
Перший проєкт пропонував утворити державне підприємство «Іномовна телерадіокомпанія України „Ukraine Tomorrow“» (ІНТУ) на базі державної телерадіокомпанії «Всесвітня служба „Українське телебачення і радіомовлення“» та ТОВ «Банківське телебачення» і підпорядкувати ІНТУ Мінінформполітики.
На початку серпня стало відомо, що міжнародна група компаній Group DF, підконтрольна українському олігарху Дмитру Фірташу, подала заявку на реєстрацію торгової марки УКРАЇНА ЗАВТРА / УКРАИНА ЗАВТРА / UKRAINE TOMORROW / UKRAINE MORGEN. Представники компанії сказали, що використовували цей бренд ще 2014 року для публічних заходів за участю Фірташа. Group DF підтвердила свої ексклюзивні права на бренд у восьми класах за Міжнародною класифікацією товарів і послуг. Реєстрація бренду до 2025 року поширювалася на території 27 країн — членів ЄС та України.
За таких умов Юрію Стецю не залишалося нічого іншого, крім як змінити назву мовника. Так з'явився другий текст законопроєкту, поданий 26 листопада.

#### Мета каналу у 2015—2020 роках
Метою створення каналу UATV було забезпечення доступу іноземної аудиторії до об'єктивної, актуальної та повної інформації про події в Україні, формування та підтримання позитивного іміджу України у світі.

#### Ідеологічна політика каналу у 2015—2020 роках
Лейтмотивом утворення Ukraine Tomorrow від початку була потреба в протидії російській пропаганді в умовах гібридної російсько-української війни; необхідності ведення інформаційної війни.
Пояснювальна записка повідомляла про необхідність створення ефективного механізму інформування світової спільноти про актуальні події в Україні. На той час у світовому медіапросторі майже не було інформаційного продукту, що поширював би об'єктивну та актуальну інформацію про Україну. В результаті іноземці, українська діаспора та інші особи отримували інформацію з інших джерел, які нерідко подавали відомості про події в Україні у неповному обсязі або викривленого змісту. Наслідком цього було створення негативного іміджу України, що позначалося у різних галузях. Крім того, за браком інформації, пересічні громадяни інших держав майже нічого не знали про Україну, а головне — про події, що відбувалися на її території внаслідок зовнішньої військової агресії. Водночас, проти України активно застосовувався потужний медіа ресурс, інформаційний вплив якого спрямований на викривлення реального стану справ.
У розумінні законодавця, іноземне мовлення — це форма мовлення, скерована насамперед на інформування громадян інших країн про події в Україні, що здійснюється через трансляції інформаційних повідомлень, новин, різноманітних передач тощо. Таку функцію пропонується покласти на державне підприємство, яким є МПІУ.
Згідно з прийнятим Законом, систему державного іномовлення України складали державне підприємство «Мультимедійна платформа іномовлення України» та Українське національне інформаційне агентство «Укрінформ».
МПІУ створювався у формі державного підприємства на базі державної телерадіокомпанії «Всесвітня служба „Українське телебачення і радіомовлення“» і підпорядковувався Мінінформполітики.
Редакційна політика МПІУ визначалася необхідністю інформування іноземної аудиторії, зокрема, українців за кордоном, а також аудиторії, що перебувала на тимчасово окупованих територіях України, територіях, де було запроваджено надзвичайний, воєнний стан та в районах проведення антитерористичних операцій.
Програми МПІУ вироблялися англійською мовою (не менше 50 %), а також іншими мовами залежно від доцільності та нагальності їх використання. МПІУ поширювало інформаційний продукт каналами супутникового, електронного мовлення, у мережі Інтернет.
Статут МПІУ затверджувався Мінінформполітики. Воно ж на конкурсній основі призначало генерального директора МПІУ і було розпорядником коштів. Була передбачена Наглядова рада МПІУ. Фінансування системи державного іномовлення мало становити не менш як 0,06 % видатків загального фонду Державного бюджету за попередній рік. Закон запроваджував певні обмеження на рекламу на каналах мовлення МПІУ.

#### Запуск у 2015 році першої версії іномовлення UATV

Логотип UATV

Проєкт платформи, презентований міністром інформаційної політики на засіданні Уряду 12 серпня 2015 року. Канал було створено відповідно до Закону України «Про систему іномовлення України», ухваленого 8 грудня 2015 року. 17 вересня 2015 року державна ТРК «Всеукраїнська служба УТР» змінила у своїй ліцензії логотип УТР на UATV (UA|TV), хоча в ефірі застосовувався й логотип UA.
1 жовтня 2015 року, о 12:00, відбувся запуск Мультимедійної платформи іномовлення України. Замість супутникового телеканалу «УТР» в ефірі стартував телеканал UATV. Він мовив із трьох супутників: Amos 3, Azerspace 1, Galaxy 19, а також в Інтернеті на власному каналі в YouTube. 1 грудня 2018 року UATV з'явився на 4-му супутнику — Eutelsat 7WA і став доступний глядачам Близького Сходу та Північної Африки. Офіційний запуск сайту UATV [Архівовано 11 березня 2019 у Wayback Machine.] відбувся 5 лютого 2018 року.
| Фракція | Фракція              | За  | Проти | Утрим. | Не гол. | Відсутні |
| ------- | -------------------- | --- | ----- | ------ | ------- | -------- |
|         | Блок Петра Порошенка | 112 | 0     | 0      | 16      | 11       |
|         | Народний фронт       | 71  | 0     | 0      | 3       | 7        |
|         | Опозиційний блок     | 0   | 1     | 12     | 27      | 3        |
|         | Самопоміч            | 23  | 0     | 0      | 0       | 3        |
|         | Радикальна партія    | 17  | 0     | 0      | 0       | 4        |
|         | Воля народу          | 11  | 0     | 1      | 6       | 2        |
|         | Батьківщина          | 14  | 0     | 1      | 0       | 4        |
|         | Партія відродження   | 6   | 0     | 2      | 13      | 2        |
|         | Позафракційні        | 28  | 1     | 2      | 10      | 9        |
| Загалом | Загалом              | 282 | 2     | 18     | 75      | 45       |

Закон України «Про систему іномовлення України» [Архівовано 16 березня 2021 у Wayback Machine.] було прийнято Верховною Радою в другому читанні та в цілому 8 грудня 2015 року більшістю Ради (282-ма депутатами з 450-ти).
У лютому 2017 року телеканал перейшов на трансляцію з супутників Hot Bird 13C оператора Eutelsat. Зараз[коли?] трансляція здійснюється через супутники Galaxy 19 (97.0 ° W), AsiaSat 5 (100.5 ° E), Hot Bird 13C (13.0 ° E), Eutelsat 7 West A (7,3 °W), а також в Інтернеті на власному сайті [Архівовано 30 січня 2019 у Wayback Machine.].
Тоді ж на каналі працювало близько 200 людей. Всього мало бути близько 400 співробітників.

#### Мовна політика каналу у 2015—2020 роках
Спочатку планувалося створення чотирьох повноцінних мовних версій UATV, а саме англійською, українською, російською, та кримськотатарською. На момент початку мовлення, у жовтні 2015, керівництво вирішило, що створення окремих мовних версій каналу було б занадто фінансово обтяжливим, тож урешті було прийняте рішення втілити формат, коли у певний часовий проміжок канал транслюється по черзі українською та російською мовами. Пізніше, у лютому 2017 року, канал також додав мовлення кримськотатарською, арабською та англійською мовами. За словами Тетяни Попової, яка на момент запуску телеканалу UATV у жовтні 2015 працювала заступником Міністра інформполітики й брала участь у запуску телеканалу у якості представника Міністерства інформполітики, вона ще в 2015-му виступала проти концепції іномовлення в тому вигляді, в якому її тоді ухвалили й тоді ще заявляла що «ідея, що ми будемо мовити на п'яти мовах [в межах одного каналу] — чиста мовна шизофренія. Ти включаєш канал і не знаєш, потрапиш на російську, арабську або англійську.»
За час свого існування, канал UATV не мав окремих повноцінних мовних версій (російської, української, англійської, арабської чи кримськотатарської) і всі варіанти йшли на одному каналі в різний час. Наприклад, станом на лютий 2017 року розклад основного денного випуску новин UATV був таким:
- Російською: 11-00, 13-00, 15-00, 17-00, 19-00, 21-00 (6 разів на добу)
- Українською: 12-00, 14-00, 16-00 (тричі на добу)
- Англійською: 18-00, 22-00 (двічі на добу)
- Арабською: 23-00 (раз на добу)
- Кримськотатарською: 23-30 (раз на добу)

Крім новин «UATV» також транслював програми та телесеріали власного виробництва. Станом на лютий 2017 року на каналі виходили такі програми:
- Російською: «Точки соприкосновения» (15 хв), «Ночь в музее» (15 хв), «Фьюжн Аккорд» (15 хв), «Про ет Контра» (20 хв), «Ровесник» (15 хв), «Мастер дела» (15 хв), «Про Арт» (15 хв), «Украина на вкус» (5 хв);
- Українською: «Зроблено в Україні» (15 хв), «Ніч у музеї» (15 хв), «Українські реформи» (10 хв), «Лабіринти історії» (15 хв), «Пишемо історію» (15 хв), «Полігон» (15 хв);
- Англійською: «World of sports» (15 хв), «Night at the Museum» (15 хв), «Weekly with Olivier Vedrine» (20-25 хв);
- Арабською: (15 хв) «ليلة في المتحف»;
- Кримськотатарською: «Музейда төн» (15 хв).

#### Припинення мовлення у 2020 році
13 січня 2020 року канал припинив виробництво програм. Це відбулося через плани Мінкультури створити два нових російськомовно-україномовних телеканали на базі UATV — інформаційно-розважальний Дім/Дом (1 березня 2020 року) та новинний (дата TBA). Мовлення відповідних каналів буде вестися на тимчасово окупованих територіях та суміжних з ними районах, районах вздовж кордону з Росією чи іншими країнами, з яких мовлять в ефірі російські телеканали і радіостанції (такими територіями, наприклад, є Білорусь і Молдова), тобто у більш як половині областей України.
7 березня 2020 року стало відомо, що UATV отримав ліцензію на супутникове мовлення на території Європи. Час дії ліцензії — 10 років. Однак керівництво каналу не повідомило коли саме канал відновить ефірне, супутникове, чи кабельно — мережеве мовлення.

### UATV (перезапуск як іномовник російською мовою, 2021— донині)
У березні 2021 року ДП «Мультимедійна платформа іномовлення України» (материнська компанія телеканалів Дім/Дом та UATV російською) перезапустило іномовлення як російськомовний телеканал державного іномовлення України під брендом UATV російською. Трансляція переформатованого каналу ведеться на весь світ шляхом цілої низки методів розповсюдження: супутникове мовлення, кабельне мовлення та IPTV/OTT мовлення.

### FreeДом
10 березня 2022 року силами медіагруп «1+1 Media», «Starlight Media», «Inter Media Group», а також «Медіа Група Україна» (до 22 липня 2022 року) на базі мультимедійної платформи іномовлення UATV організований російськомовний марафон «FreeДом».
Завдання марафону «FreeДом» — дати можливість дізнатися правду про російсько-українську війну «російськомовним глядачам з усього світу». У серпні логотип каналу іномовлення змінився з UATV на FreeДом. Також були змінені технічні параметри мовлення каналу «Дом». 29 жовтня 2024 року український російськомовний телеканал іномовлення «FreeДом» розпочав мовлення у цифровому ефірі DVB-T2 в Естонії.
Унаслідок російського удару в ніч на 6 квітня 2025 року зруйновано ньюзрум телеканалу «FreeДом» у Києві.

## Контент і мовна політика
Де-факто UATV є версією іншого державного телеканалу Дім/Дом, оскільки контент каналу UATV береться у телеканалу Дім/Дом (однак на телеканалі Дім/Дом є певні відмінності у програмі у порівнянні з UATV).
Після перезапуску каналу у березні 2021 року, коли він фактично став версією іншого державного телеканалу Дім/Дом, канал мовить російською мовою.
Цільова аудиторія каналу — російськомовна.

## Покриття та розповсюдження каналу

### Мережеве Youtube-мовлення
Канал мовить наживо на своєму Youtube-каналі, де також можна знайти записи старих програм телеканалу. Мовлення на Youtube-каналі UATV є тотожним версії що мовить наживо на сайті каналу uatv.ua

### IPTV/OTT, кабельні мережі
Доступ до каналу присутній в IPTV/OTT і кабельному мовленні.

### Супутникове мовлення
| Супутник                               | Частота, МГц | Символьна швидкість | Поляризація       | FEC |
| -------------------------------------- | ------------ | ------------------- | ----------------- | --- |
| Azerspace-2 / Intelsat 38 — 45,1°Сх.д. | 11475        | 30000               | вертикальна (V)   | 5/6 |
| Turksat-3A — 42,0º Cх. д.              | 12685        | 27500               | горизонтальна (H) | 2/3 |
| Hotbird 13º Сх.д.                      | 10930        | 30000               | горизонтальна (H) | 2/3 |

### Ефірне мовлення
Не мовить в ефірному цифровому мовленні.

## Кошторис
Бюджет каналів Дім/Дом та UATV (канали є частиною бюджетного підприємства ДП «Мультимедійна платформа іномовлення України», яка є материнською компанією телеканалів Дім/Дом та UATV) на 2021 рік (з січня 2021 року по грудень 2021 року) становив ₴348.8 млн грн.

## Збої в роботі
22 вересня 2024 року хакери провели масовану DDoS-атаку на діджитал-агрегатор новин FREEДОМ, який отримав понад 30 млн запитів за короткий час. Атака відбувалася двома хвилями, запити надходили з різних країн. Технічні фахівці ДП «МПІУ» змогли усунути проблему, агрегатор продовжив працювати, але в країнах, з яких здійснювалася атака, доступ до нього був ускладнений.